# Adam Richetti
Adam „Eddie” Richetti (Strawn, Texas, 1909. augusztus 5. – Jefferson City, Missouri, 1938. október 7.) amerikai bűnöző, a hírhedt Pretty Boy Floyd bűntársa volt. Floydot és őt 1933-ban azzal vádolták meg, hogy részt vettek a Kansas City-i mészárlásban. 1938-ban kivégezték.

## Élete
Adam Ricetti 1909. augusztus 5-én született a texasi Strawn településen. Családjával három évvel később az oklahomai Lehigh-be költözött. Két testvére volt, Joseph, a bátyja és Eva, a húga. Richetti már 14 éves korában keményen inni kezdett, első bűnügyét, egy rablást, két nappal 19. születésnapja után, 1928. augusztus 7-én követte el az indianai Crown Pointban. Letartóztatták, majd a Pendleton állami javítóintézetbe került, ahonnan 1930. október 2-án szabadult.
Két évvel később elkövette első bankrablását, amikor csatlakozott Fred Hamnerhez és a Smalley testvérekhez egy Mill Creek-i akcióban. Menekülés közben Hamnert lelőtték, a Smalley testvéreket megsebesítették és elfogták a rendőrök. Richetti szintén megsebesült, de sikerült elmenekülnie 800 dollárral. Eljutott az oklahomai Sulphurba, de ott, alig két órával a rablás után, letartóztatták. Április 5-én elítélték, és a McAlester állami börtönbe küldték. Négy hónap múlva óvadék ellenében szabadlábra helyezték, és Richetti felszívódott.
1933. január 12-én a Missouri Ash Grove-ban tűnt fel, amikor társaival – Edgar Dunbarral és Aussie Elliott-tal – háromezer dollárt zsákmányolt egy bankból. Elliott-tal bátyja bolivari otthonában keresett menedéket. Ebben az időben ismerkedett meg Pretty Boy Floyddal, aki egyik legközelebbi bűntársa lett. 1933. június 14-én a Missouri államban található Mexicóban kifosztottak egy bankot, ahonnan 1638 dollárt raboltak el. Aznap délután két rendőrt gyilkoltak meg ismeretlenek a közeli Columbiában, és a hatóságok tévesen Richettiéket vádolták meg.
Június 16-án Richetti és Floyd elrabolta Bolivarból William Killingsworth seriffet, és egy lopott autóval keletnek indultak. Clintonban elfoglaltak egy másik autót, és annak a vezetőjét, Walter Griffith-t is magukkal vitték. Később Kansas City közelében mindkettőjüket elengedték. Miközben ők Missourin hajtottak keresztül, a bankrabló Frank Nasht vonattal Kansas Citybe vitték Arkansasból. A rablót megpróbálták társai kiszabadítani, de az akció nem sikerült, és a lövöldözésben négy rendőr mellett Nash is meghalt. A szemtanúk egymásnak ellentmondó vallomásokat tettek, és számos bűnözőt ismertek fel az elkövetők között.
Augusztus 29-én Richetti és Floyd ismét lecsapott egy galenai bankban, ahonnan háromezer dollárt zsákmányolt. Szeptember 21-én barátnőikkel – Rose Ash-sel és Beulah Birddel – beköltöztek egy buffalói apartmanba. Itt érte a hír őket október 10-én, hogy az FBI, annak ellenére, hogy semmi közük nem volt a Kansas City-i mészárláshoz, megvádolta őket a gyilkossággal. Floyd ekkorra már az egyes számú közellenség volt Amerikában.
Október 20-án Oklahoma felé indultak. Kétnapi utazás után az autójuk lerobbant Wellsville közelében. A két nőt elküldték, hogy szerezzenek egy vontatót, ők meg elrejtőztek az erdőben. Egy helyi lakos azonban észrevette őket, és értesítette a rendőrséget. Richettit letartóztatták, Floyd azonban elmenekült, de a Melvin Purvis irányította ügynökök a nyomában maradtak.
Adam Richetti bűnpere 1935. június 13-án kezdődött. Mivel a szemtanúk – tévesen – felismerték benne az egyik Kansas City-i merénylőt, bűnösnek találták Frank Hermanson rendőrtiszt meggyilkolásában. 1938. október 7-én gázkamrában kivégezték.

## Fordítás
- Ez a szócikk részben vagy egészben  az   Adam Richetti című angol Wikipédia-szócikk fordításán alapul.  Az eredeti cikk szerkesztőit annak laptörténete sorolja fel. Ez a jelzés csupán a megfogalmazás eredetét és a szerzői jogokat jelzi, nem szolgál a cikkben szereplő információk forrásmegjelöléseként.